# Casa de Jacinto García Marfil
La Casa de Jacinto García Marfil es un inmueble de estilo art decó situado en la calle Gran Capitán, 6 del Ensanche Modernista en la ciudad española de Melilla y forma parte del Conjunto Histórico Artístico de la Ciudad de Melilla, un Bien de Interés Cultural.

## Historia
Fue construido en 1932 según diseño del arquitecto Francisco  Hernanz.

## Descripción
Está construido en ladrillo macizo. Dispone de planta baja, dos plantas sobre esta y otra que sólo ocupa parte de la superficie.
Su única fachada a presenta balcones con rejas y altas ventanas, con molduras sobre sus arquitrabes separadas con pilastras, que culminan en una cornisa  y un peto con molduras